# Condado de Wharton
El condado de Wharton es uno de los 254 condados del Texas, Estados Unidos. La sede del condado se encuentra en Wharton. De acuerdo con la Oficina del Censo de los Estados Unidos, el condado tiene un área de 2.835 km² (de los cuales 12 están cubiertos de agua) y una población de 41 188 habitantes, lo que representa una densidad de 15 hab/km² (2000). El condado fue fundado em 1876.

## Localidades más importantes
- Boling-Iago
- East Bernard
- El Campo
- Hungerford
- Louise
- Wharton

### Condados adyacentes
- Condado de Austin (norte)
- Condado de Fort Bend (noreste)
- Condado de Brazoria (este)
- Condado de Matagorda (sureste)
- Condado de Jackson (suroeste)
- Condado de Colorado (noroeste)